# Néfertari (épouse de Thoutmôsis IV)
Pour les articles homonymes, voir Néfertari.
Pour l’article ayant un titre homophone, voir Néfertary.
La reine Néfertari est la première grande épouse royale de Thoutmôsis IV (XVIIIe dynastie). Ses origines sont inconnues. Elle est représentée en plusieurs occasions auprès de la reine mère Tiâa, toutes deux sous les traits de déesses accompagnant Thoutmôsis. 
On la voit également au côté de son époux, devant les dieux, sur huit stèles de Gizeh.
En l'an 7 du règne apparaît une nouvelle grande épouse royale, Iaret (sœur ou demi-sœur présumée de Thoutmôsis). Néfertari est peut-être alors déjà décédée, à moins qu'elle ne passe en second plan. On ignore de même si Néfertari donna des enfants à Thoutmôsis IV, son successeur Amenhotep III étant le fils de Moutemouia, une épouse secondaire du roi.
Il ne faut pas la confondre avec Néfertari Meryenmout « La plus belle de toutes » qui est la première grande épouse royale du pharaon Ramsès II qui vécut plus tard, sous la XIXe dynastie.